# Hardtburg
Die Hardtburg ist die gut erhaltene Ruine einer Wasserburg aus dem Hochmittelalter und befindet sich im Hardtwald, südlich des Euskirchener Stadtteils Stotzheim am nördlichen Rand der Eifel.
Die Kernburg ist bereits seit dem 18. Jahrhundert ruinös, die größten Teile der Burgmauer und die Vorburg, in der sich heute eine staatliche Revierförsterei befindet, sind aber sehr gut erhalten. Seit 1965 wird die Burg instand gehalten. Sie ist frei zugänglich, der Bergfried ist aber nur zu bestimmten Zeiten geöffnet (Herbst und Winter), die sich nach den Brutzeiten der dort nistenden Vögel richten.

## Beschreibung

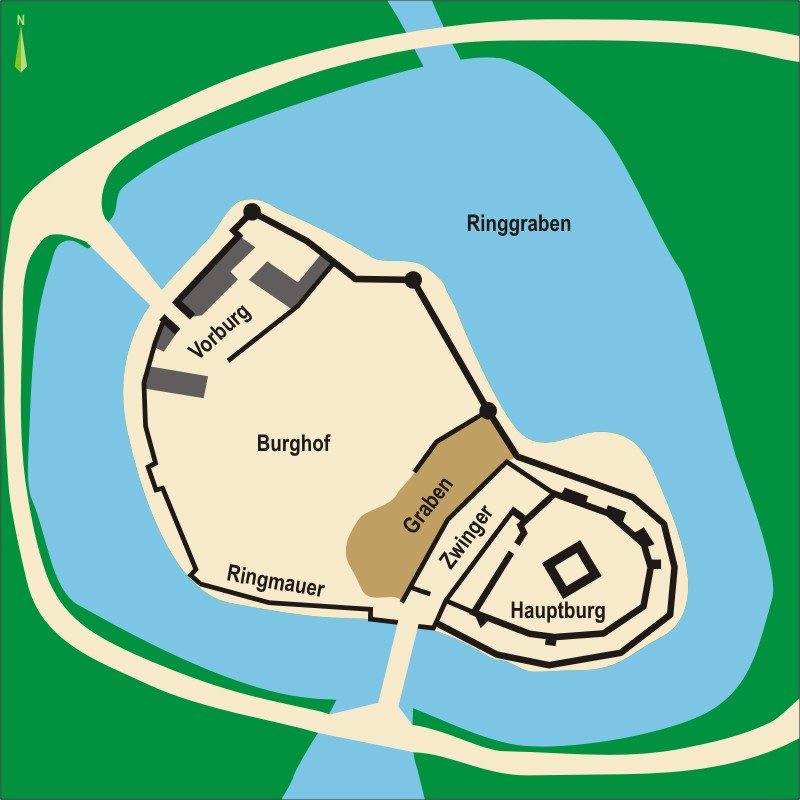
Grundriss der Hardtburg

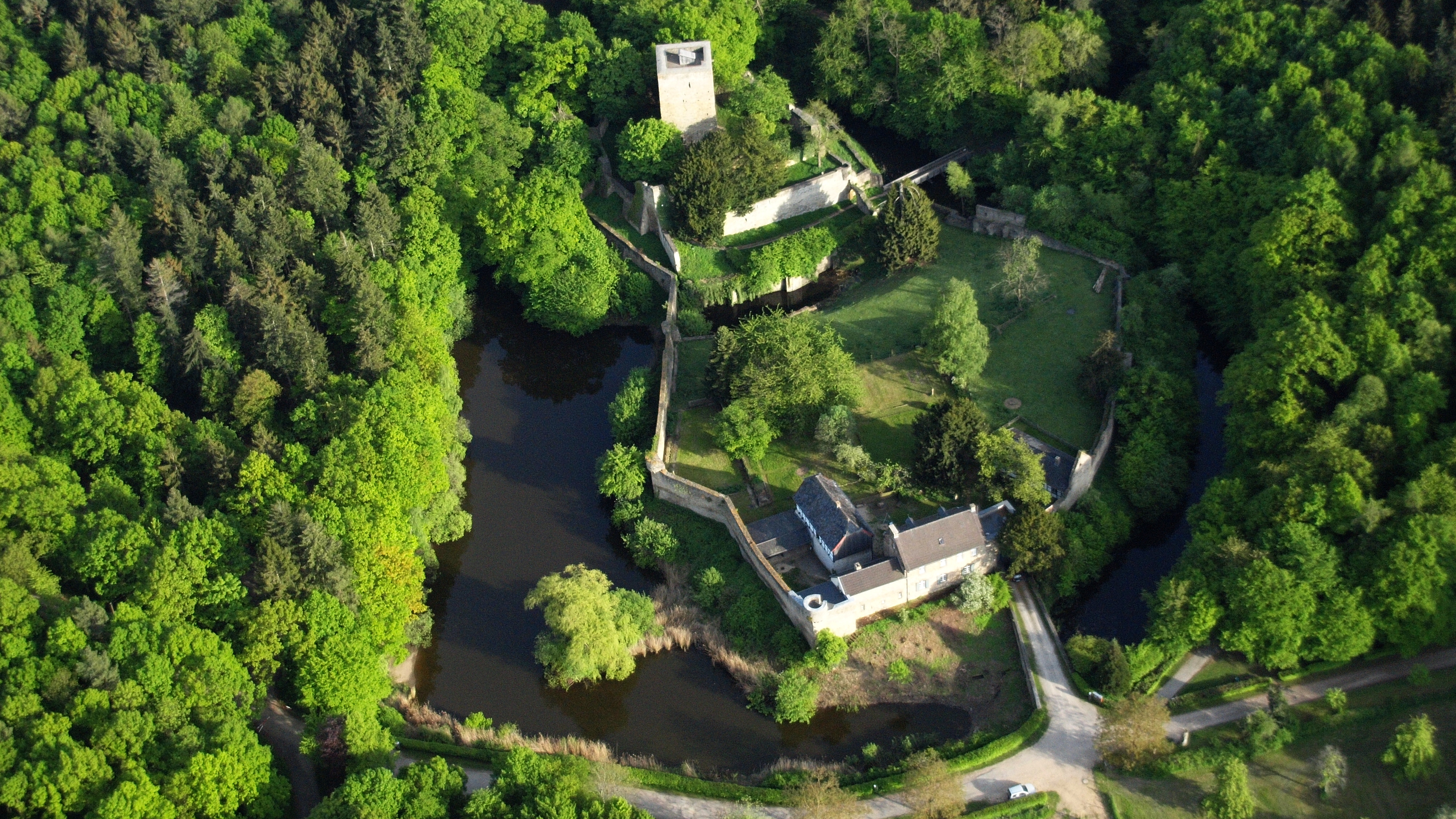
Hardtburg, Luftaufnahme (2015)

Auch wenn die Hardtburg auf einem Hügel der Hardt liegt, handelt es sich nicht um eine Höhenburg, sondern um eine Wasserburg. Die Burganlage besteht aus einer Vorburg und einer Kernburg und hat mit dem umgebenden Wassergraben eine Ausdehnung von 155 × 107 Metern. Die bis zu sieben Meter hohe, aber lediglich 60 cm starke Ringmauer um die gesamte Anlage erstreckt sich auf 119 × 66 Metern.
Eine Brücke über den Burggraben, die früher als Zugbrücke ausgelegt war, ermöglicht den Zugang zur Vorburg durch einen Torturm, der früher ein Fallgatter besaß. Auf dem ausgedehnten Burghof stehen heute einige Gebäude aus dem 18. und 19. Jahrhundert. Zwischen Vor- und Hauptburg liegt ein Graben, über den früher eine Brücke in den Zwinger führte.
Der Zwinger, dessen Mauern etwa 60 cm dick sind und der sich auf 50 × 40 m ausbreitet, umgibt den Hauptburgring. Die hohe Ringmauer um die Hauptburg, die deutlich höher liegt als die Vorburg, umfasst in ihrer größten Ausdehnung 32 × 29 Meter. Nach Norden beträgt die Mauerstärke bis zu 2,70 Meter, während sie nach Süden lediglich etwa 1,6 Meter stark ist. Der darin gelegene auf einer Grundfläche von 9,5 × 9,3 Meter stehende etwa 20 Meter hohe Bergfried hat im unteren Stockwerk eine Mauerstärke von 2,50 Metern, die sich nach oben hin verringert. Er kann zu bestimmten Jahreszeiten als Aussichtsturm bestiegen werden.

## Geschichte
Die Burg ist vermutlich im 11. oder 12. Jahrhundert entstanden. Als Erbauer wird ein Herr von Har(d)t vermutet, der ab 1105 in Erscheinung tritt. Die erste urkundliche Erwähnung stammt aus dem Jahr 1166. 1205 nahm Erzbischof Bruno von Sayn die Burg ein und zerstörte sie dabei teilweise. Weiterhin ist bekannt, dass Graf Friedrich von Hochstaden die Hardtburg 1246 dem Kölner Erzstift vermachte. Die dann kurkölnische Burg war bis 1794 Verwaltungssitz des Amtes Hardt mit 12.100 Hektar Fläche.
Die ursprünglich primitive Burganlage wurde im 13. Jahrhundert umgebaut. Die Vorburg und der Zwinger sind erst im 14. Jahrhundert entstanden und bis heute erhalten geblieben. Wie Zeichnungen von 1725 belegen, war die Burg damals bereits ruinös.

## Aktuelle Situation
Aufgrund von Schäden an der Burg selbst sowie an der Besucherbrücke ist der Zugang zur Burg derzeit (Stand Juli 2025) bereits seit 2015 nicht mehr möglich. Es laufen Prüfungen, ob und wie die Verkehrssicherheit, in Verbindung mit Naturschutz, und somit die Zugänglichkeit wieder hergestellt werden kann. Ein Zeitplan dazu liegt derzeit nicht vor. Der Rundweg um die Burg herum ist geöffnet.